# Diagramme de profils

Diagramme de profils

En UML, un diagramme de profils est un diagramme de structure permettant l'utilisation de profils pour un métamodèle donné. Apparu avec UML 2.2, ce diagramme fournit une représentation des concepts utilisés dans la définition des profils (packages, stéréotypes, application de profils, etc.).

## Description

### Éléments
Le diagramme de profils permet l'utilisation des éléments suivants, :
- Stéréotype (représenté comme une classe avec le stéréotype <<stereotype>>) ;
- Métaclasse (représentée comme une classe avec le stéréotype  <<metaclass>>) ;
- Profil (représenté comme un package avec le stéréotype  <<profile>>).

### Relations entre les éléments
Les éléments d'un diagramme de profils peuvent être mis en relation à l'aide des éléments suivants, :
- Extension (d'un stéréotype à une métaclasse, représentée comme une flèche pleine) ;
- Application de profil (d'un profil à un package de métamodèle, représentée comme une flèche pointillée avec le stéréotype  <<apply>>) ;
- Référence (d'un profil à un package ou une métaclasse référencés par le profil, représenté comme une flèche pointillée avec le stéréotype <<reference>>).